# Caterina de Cardona
Caterina de Cardona (in catalano e spagnolo Catalina de Cardona-Anglesola); Barcellona o Napoli, 1519 – Casas de Benítez, 11 maggio 1577) è stata una nobildonna e monaca cristiana spagnola.

## Biografia
Caterina era figlia di Raimondo de Cardona, Viceré di Napoli. Probabilmente figlia illegittima, per questo motivo non sappiamo il suo luogo di nascita preciso. Di certo c'è che il Viceré, al tempo della nascita di Caterina, era stato nominato Grande Ammiraglio del Regno di Napoli dall'Imperatore Carlo V. A tredici anni fu messa in un convento di monache clarisse cappuccine presso Napoli, nell'attesa di essere sposata, dato che era già stata promessa in matrimonio. Caterina sentì il peso di questo matrimonio non voluto, ma la santità della sua vita, la sua propensione alla preghiera coinvolse anche futuro marito, che però morì prima delle nozze. Caterina allora tornò in convento.

### Eremita in Spagna
Nel 1557 la Principessa di Salerno, Isabella Villamarina moglie di Don Ferrante Sanseverino, sua parente, la convince ad accompagnarla in Spagna. Fu accolta alla corte di Filippo II. Diventa Dama addetta al figlio e il nipote del re: Don Carlos e Don Giovanni d'Austria. Anche nella corte di Valladolid Caterina continuò i digiuni e le preghiere. Scappata dal castello di Guadalajara della Principessa di Eboli che la ospitava, nel 1562 si ritirò a vita eremitica in una grotta chiamata in seguito Cueva de Doña Catalina de Cardona. Scoperta nel 1566 da un pastore, il suo eremo cominciò ad essere frequentato da pellegrini della regione della Mancia.
Caterina, vicino allo spirito della Controriforma fondò un convento di Carmelitani scalzi vicino al suo eremo nei pressi di Albacete nella valle del fiume Júcar. Era nota la sua vicinanza a Teresa d'Avila, fondatrice dell'Ordine e di nobili natali come Caterina e Pietro d'Alcántara che scrissero di lei come grande esempio di vita santa. Nel convento dedicato alla Madonna del Soccorso finalmente riuscì a trovare la pace nella clausura, aveva preso il velo carmelitano intorno al 1572. Dopo la morte, l'11 maggio 1577, si iniziò il suo processo di beatificazione che però si interruppe. Caterina rimase così col titolo di venerabile, anche se popolarmente è conosciuta come Beata Caterina de Cardona.
La sua dura disciplina diventò un esempio per i Carmelitani a partire dalla stessa fondatrice che ne parla spesso nei suoi scritti, dove la appellava:
Anche nella vita della Venerabile Paola Maria di Gesù che ne parla come:
Fu ritenuta anche veggente. La leggenda vuole che, tra le altre profezie ci furono: il giorno e l'anno della sua morte e la battaglia di Lepanto alla quale parteciparono un suo parente: l'ammiraglio Giovanni de Cardona e il suo pupillo: Don Giovanni d'Austria.
Nelle Vite di molte venerabili madri Carmelitane Scalze, e discepole di S. Teresa esiste una Vita della Venerabile Caterina di Cardona, prima Dama Secolare poi Romita nel Deserto attraverso la quale è testimoniata la dura vita di preghiera e le penitenze al limite del fanatismo.